# Turzno (powiat Toruński)
Turzno is een dorp in de Poolse woiwodschap Koejavië-Pommeren. De plaats maakt deel uit van de gemeente Łysomice en telt 960 inwoners.

## Verkeer en vervoer
- Station Turzno
- Station Turzno Kujawskie